# Gildone
Gildone ist eine italienische Gemeinde (comune) mit 752 Einwohnern (Stand 31. Dezember 2023) in der Provinz Campobasso in der Region Molise. Die Gemeinde liegt etwa 8,5 Kilometer südöstlich von Campobasso. 

## Geschichte
Die Samniter siedelten in der Gegend. So finden sich im Gemeindegebiet 23 Gräber aus der Zeit.

## Verkehr
Die frühere Strada Statale 375 dei Tre Titoli (heute die Provinzstraße 166) von Serracapriola nach Casacalenda kreuzt hier mit der Strada Statale 17 dell’Appennino Abruzzese e Appulo Sannitica von Antrodoco nach Foggia.